# Edward Morris
Pour les articles homonymes, voir Morris.
Edward Morris, né le 1er octobre 1866 à Chicago où il est mort le 3 novembre 1913, est un homme d'affaires américain. 

## Biographie
Né dans une famille juive à Chicago le 1er octobre 1866, de Sarah (née Vogel) et de Nelson Morris,,, il est le frère du diplomate Ira Nelson Morris (en). 
En 1890, il épouse Helen Swift, la fille de Gustavus Franklin Swift, avec qui il aura 4 enfants : Edward Morris, Jr., Nelson Swift Morris (marié à la chanteuse française Jeanne Aubert), la pédiatre Ruth Morris Bakwin (mariée au pédiatre Harry Bakwin) et la psychiatre, Muriel Morris Gardiner Buttinger (mariée à l'homme politique autrichien Joseph Buttinger (en)),. 
Il devient président de Morris & Company à la mort de son père et est impliqué dans la décision, en 1902, de former la National Packing Co. Cette société holding a été ciblée par Arba Seymour Van Valkenburgh (en) en vertu de la loi Elkins et a finalement été dissoute en 1912.
Il meurt le 3 novembre 1913, à Chicago d'une maladie rénale,. Il est inhumé au cimetière de Rosehill.
En 1917, sa veuve épouse Francis Neilson (en). 